# Barh Azoum
Barh Azoum là một tỉnh của Chad ở vùng Salamat, một vùng của Chad với thủ phủ là Am Timan.

## Hành chính
Tỉnh gồm 3 phó tỉnh (sous-préfectures):
- Am Timan
- Djouna
- Mouraye